# ۵-او متیل میریستین
۵-او متیل میریستین (به انگلیسی: 5-O-Methylmyricetin) با فرمول شیمیایی C۱۶H۱۲O۸ یک ترکیب شیمیایی با شناسه پاب‌کم ۵۳۱۹۷۳۱ است. که جرم مولی آن ۳۳۲٫۲۶ g/mol می‌باشد. 